# 경상북도립칠곡공공도서관
경상북도립칠곡공공도서관은 대한민국 경상북도 칠곡군 왜관읍 소재의 도서관이다.

## 연혁
- 1959년 9월 24일 칠곡교육구청 청사 준공.
- 1984년 10월 28일 구교육청 청사를 도서관으로 용도변경
- 1984년 11월 9일 칠곡군공공도서관 설립승인
- 1984년 12월 22일 칠곡군공공도서관 설치조례 공포
- 1985년 7월 18일 칠곡군공공도서관 개관.
- 1991년 3월 25일 경상북도립칠곡공공도서관으로 명칭 변경
- 2003년 11월 27일 경상북도립칠곡공공도서관 디지털자료실 개실
- 2011년 11월 22일 경상북도립칠곡공공도서관 열람실 및 화장실 증축
- 2012년 9월 21일 경상북도립칠곡공공도서관 시청각실 증축